# Calliopsis crypta
Calliopsis crypta là một loài Hymenoptera trong họ Andrenidae. Loài này được Shinn mô tả khoa học năm 1965.